# Dekra

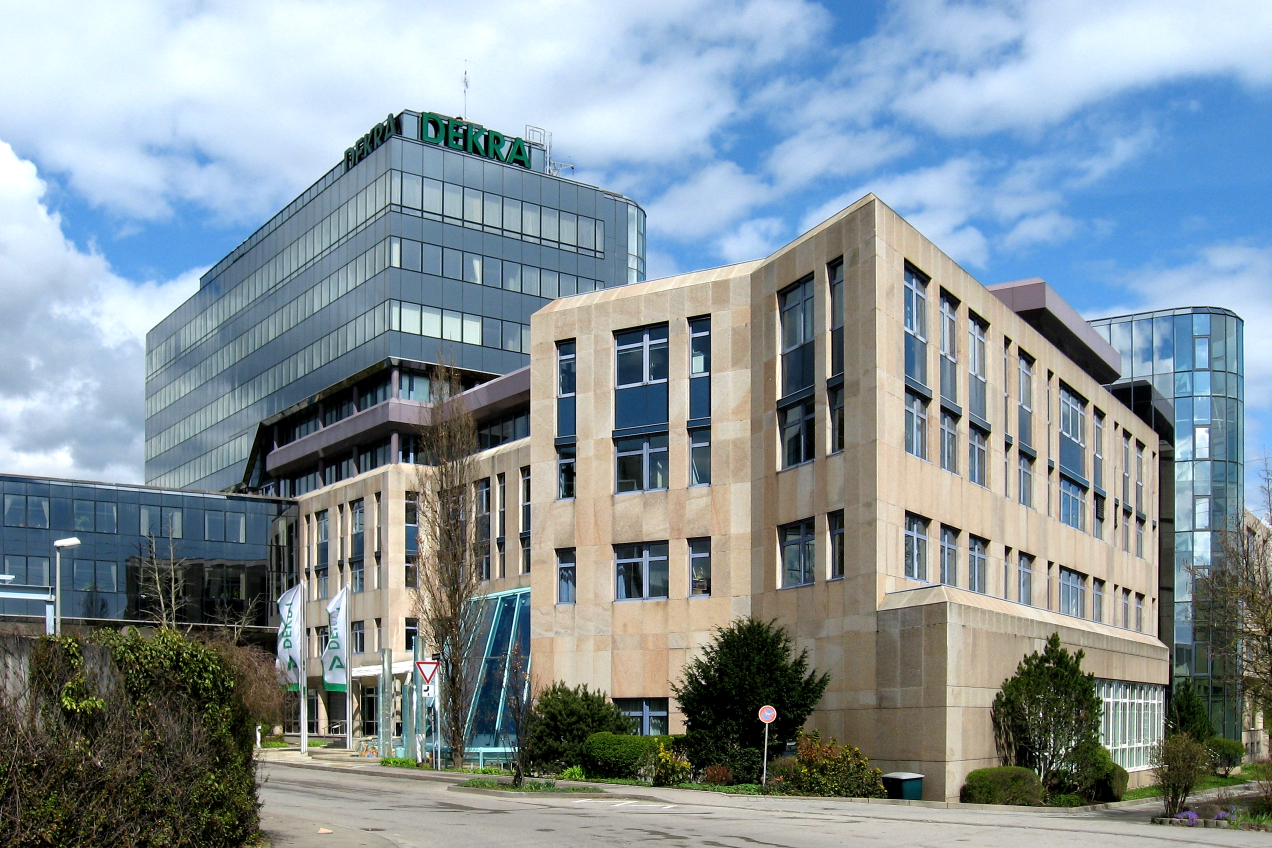
Dekras huvudkontor i Stuttgart

DEKRA AG är ett tyskt företag som utför tjänsteuppdrag inom teknisk kontroll för fordonsbranschen och industrin. Företaget är en större aktör inom periodisk kontrollbesiktning av fordon i flera länder. Med huvudkontor i Stuttgart är DEKRA etablerade i 33 europeiska länder samt i Nordamerika, Brasilien, Sydafrika, Kina, Marocko, Algeriet. Koncernen har mer än 45 000 medarbetare världen över och omsätter 3,3 miljarder euro . 
DEKRA är indelat i tre verksamhetsområden; DEKRA Automotive (55% av omsättningen), DEKRA Industrial (25%) samt DEKRA Personnel (20%). 
Företaget grundades i Berlin, Tyskland 1925 såsom Deutscher Kraftfahrzeug-Überwachungs-Verein vilket förkortades DEKRA.

## Verksamhet i Sverige
DEKRA har två dotterbolag i Sverige.

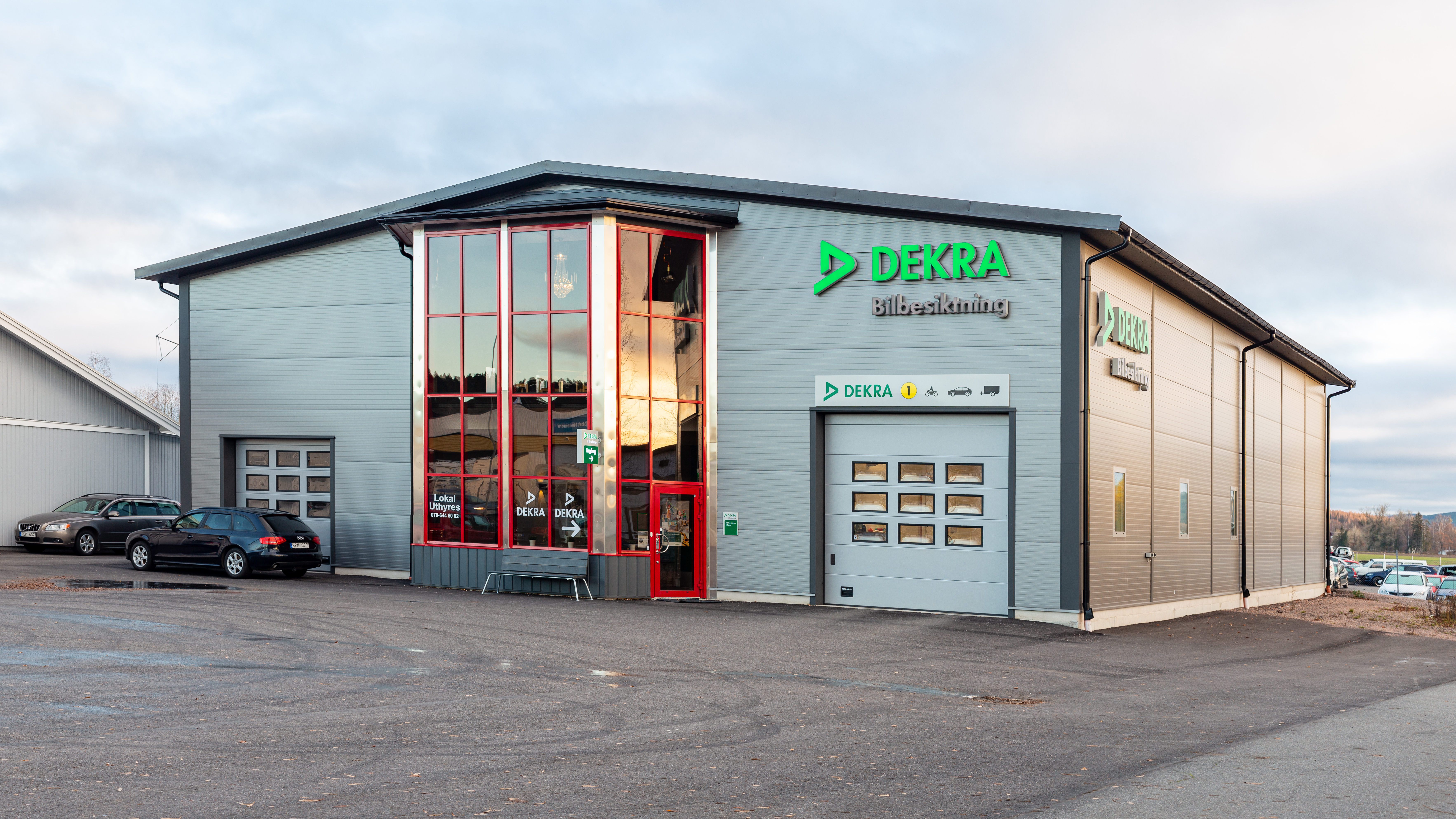
DEKRA:s anläggning för fordonsbesiktning i Hedemora

DEKRA Automotive AB som utför tjänster inom kvalitetsutveckling för fordonsbranschen. De har ett samarbete med tillverkare och distributörer av personbilar, tunga fordon, motorcyklar och närliggande tjänster. Forskning och utveckling inom trafiksäkerhets- och miljöområdet är andra arbetsfält för företaget. Den 1 juli 2010 upphörde monopolet Bilprovningen inom svensk fordonsbesiktning och DEKRA Automotive beviljades att starta egen fordonsbesiktningsverksamhet i Sverige och den finns idag (201911) vid cirka 70 stationer.
DEKRA Industrial AB (fd ÅF-Kontroll AB) som utför teknisk kontroll inom både industri och infrastruktur. DEKRA Industrial är ackrediterat av myndigheten SWEDAC och är även "anmält organ" för EU-direktiv om tryckkärl, hissar, maskiner, byggmaskiner och järnvägssystem. De arbetar även med ATEX, Explosionskyddsdokument och zonklassning inom industrin. DEKRA Industrial har 450 medarbetare och har ett tjugotal kontor i Sverige, Litauen och Tjeckien. Företagets verksamhetshistoria sträcker sig tillbaka till 23 februari 1895 då Södra Sveriges Ångpanneförening grundades i Malmö för att förhindra olyckor inom industrin genom besiktning av ångpannor och explosiva tryckkärl. Detta var Ångpanneföreningens huvudnäring fram tills 1977 då besiktningsverksamheten på tryckkärls, hiss och lyftsidan förstatligades. Nära 300 medarbetare överfördes till Statens anläggningsprovning. År 1995 hävdes förstatligandet och ÅF återstartar sin besiktningsverksamhet men denna gång i dotterbolaget ÅF-Kontroll. 2010 förvärvade DEKRA ÅF-Kontroll.
Andra företag som liknar Dekra i tjänster och områden är: Kiwa, SGS, SP, RISE och Bureau Veritas.